# Consiglio per la stabilità finanziaria
Il Consiglio per la stabilità finanziaria (Financial Stability Board, FSB) – sino al 2009 Forum per la stabilità finanziaria) – è un'organizzazione internazionale il cui scopo è monitorare il sistema finanziario mondiale. In tale organismo sono rappresentati tutti i paesi del G20 (rappresentati sia dai propri governi che dalle rispettive banche centrali), Spagna e Commissione europea. Ha la propria sede a Basilea.

## Storia
Tale organismo nasce nel 1999 dalla volontà dei governi di incentivare la stabilità finanziaria in un'ottica globale, adottare delle migliorie al sistema dei mercati e ridurre il rischio di crisi finanziarie per mezzo della condivisione di informazioni. Si propone, inoltre, di incentivare la cooperazione internazionale tra le autorità di vigilanza.

## Presidenti

### Foro per la stabilità finanziaria
- 1999 - 2003: Andrew Crockett, Direttore Generale della Banca dei Regolamenti Internazionali
- 2003 - 2006: Roger W.Ferguson, Vice Presidente Consiglio Direttivo della FED
- 2006 - 2009: Mario Draghi, Governatore della Banca d'Italia e futuro Presidente della Banca centrale europea.

### Consiglio per la stabilità finanziaria
- 2009 - 2011: Mario Draghi, Governatore della Banca d'Italia e futuro Presidente della Banca centrale europea.
- 2011 - 2018: Mark Carney, Governatore della Banca d'Inghilterra ed ex Governatore della Banca del Canada.
- 2018 - 2021: Randal Quarles, Vice Governatore della Federal Reserve
- 2021 - in carica: Klaas Knot, Presidente della Banca dei Paesi Bassi